# Mesochorus maximus
Mesochorus maximus là một loài tò vò trong họ Ichneumonidae.